# Ривз, Пол
Сэр Пол Альфред Ривз (англ. Sir Paul Alfred Reeves; 6 декабря 1932, Веллингтон, Новая Зеландия — 14 августа 2011, Окленд, Новая Зеландия) — новозеландский государственный и религиозный деятель, генерал-губернатор Новой Зеландии (1985—1990).

## Биография
В 1958 году после окончания духовной семинарии рукоположён во диакона, в 1960 году — в священники Англиканской церкви. В течение десяти лет был приходским священником:
- 1958—1959 годы — в Tokoroa,
- 1959—1961 годы — церкви Св. Марии Богородицы, Оксфорд, Англия,
- 1961—1963 годы — Святого Петра, Лоустофт, Саффолк,
- 1964—1966 годы — викарий прихода святого Павла в Окато в регионе Таранаки, поскольку его бабушка была маори — представителем коренного населения Новой Зеландии. На этой должности он старался отстаивать социальные права маори,
- 1966—1969 годы — преподаватель истории церкви Духовного колледжа Св. Иоанна в Окленде,
- 1969—1971 годы — директор по вопросам христианского образования епархии Окленда.

В 1971 году был хиротонисан в епископа:
- 1971—1979 годы — епископ Waiapu,
- 1979—1985 годы — епископ Окленда. В этот период он являлся председателем экологического совета (1974—1976) и движения «Граждане за Роулинга» в поддержку премьер-министра Билла Роулинга,
- одновременно, в 1980—1985 годах — Примас Аотеароа, Новой Зеландии и Полинезии, Архиепископ Новой Зеландии.

В 1985—1990 годах — генерал-губернатор Новой Зеландии. Был возведён в рыцарское достоинство, кавалер Больших крестов ордена Святого Михаила и Святого Георгия и Королевского Викторианского ордена.
- 1990—1993 годы — наблюдатель от англиканской церкви при Организации Объединённых Наций,
- 1995—1997 годы — председатель комиссии по пересмотру Конституции Фиджи.
- с 2000 года — ректор Технического университета Окленда.

За свои заслуги в 2007 году был награждён орденом Новой Зеландии, высшей наградой страны.